# Emil Kasík
Emil Kasík (30. října 1875 Strážov na Šumavě – 21. prosince 1933 Praha-Smíchov) byl československý politik a meziválečný poslanec Národního shromáždění za Československou sociálně demokratickou stranu dělnickou.

## Biografie
Koncem 19. století byl souzen v procesu s Omladinou. Byl pak vězněn v Plzni na Borech.
V parlamentních volbách v roce 1920 se stal za Československou sociálně demokratickou stranu dělnickou poslancem Národního shromáždění. Podle údajů k roku 1920 byl profesí správcem okresní nemocenské pokladny v Klatovech.
Zemřel v prosinci 1933. Pohřeb se konal 23. prosince 1933 v krematoriu hl. města Prahy.